# Torgeir Bergrem
Torgeir Herje Bergrem (Harstad, 20 de septiembre de 1991) es un deportista noruego que compite en snowboard.
Consiguió una medalla de bronce en los X Games de Invierno. Participó en dos Juegos Olímpicos de Invierno, en los años 2014 y 2018, ocupando en Pyeongchang 2018 el séptimo lugar en el big air y el octavo en slopestyle.

## Medallero internacional
| \| X Games de Invierno \| X Games de Invierno \| X Games de Invierno \| X Games de Invierno \| \| Año \| Lugar \| Medalla \| Prueba \| \| ------------------- \| ------------------- \| ------------------- \| ------------------- \| \| 2017 \| Oslo (Noruega) \| Medalla de bronce \| Big air \| |                |                   |         |
| X Games de Invierno |                |                   |         |
| Año | Lugar          | Medalla           | Prueba  |
| 2017 | Oslo (Noruega) | Medalla de bronce | Big air |